# RASL11B
RASL11B‏ (RAS like family 11 member B) هوَ بروتين يُشَفر بواسطة جين RASL11B في الإنسان.